# Teratoscincus toksunicus
Espèce
Teratoscincus toksunicus est une espèce de geckos de la famille des Sphaerodactylidae.

## Répartition
Cette espèce est endémique du Xinjiang en République populaire de Chine. Son statut n'est pas clair.

## Publication originale
- Wang, 1989 : A new species of Teratoscincus from Xinjiang, China. Journal of August 1st Agricultural College, vol. 4, n. 12, p. 10-14.